# 魯興山 (汝拉山)
47°21′44″N 7°48′23″E / 47.36222°N 7.80639°E
魯興山（Ruchen），是瑞士的山峰，位於該國西北部，處於巴澤爾鄉村州和索洛圖恩州接壤的邊界，屬於汝拉山的一部分，處於貝爾興弗盧山以西，海拔高度1,123米。